# Monagas
Monagas (hiszp. Estado Monagas) – to jeden z 23 stanów Wenezueli. Jego stolicą jest miasto Maturín.
Stan Monagas zajmuje powierzchnię 28 900 km², a zamieszkuje go 905 443 osób (2011). Dla porównania, w 1970 było ich 316,7 tys.
Powierzchnia stanu głównie nizinna (Nizina Orinoko), miejscami bagnista, w północno-zachodniej części góry Sierra de Cumaná. Monagas przecinają liczne rzeki. Jest to ważny region wydobycia ropy naftowej (ośrodek rafinacji ropy w Caripito). Ekstensywnie hoduje się bydło, uprawiane są kawowce, drzewa cytrusowe, tytoń, trzcina cukrowa, kakaowiec, bawełna. Przemysł spożywczy.
Znajduje się tu część Parku Narodowego El Guácharo.

## Gminy i ich siedziby
1. Acosta (San Antonio)
2. Aguasay (Aguasay)
3. Bolívar (Caripito)
4. Caripe (Caripe)
5. Cedeño (Caicara de Maturín)
6. Ezequiel Zamora (Punta de Mata)
7. Libertador (Temblador)
8. Maturín (Maturín)
9. Piar (Aragua de Maturín)
10. Punceres (Quiriquire)
11. Santa Bárbara (Santa Bárbara)
12. Sotillo (Barrancas del Orinoco)
13. Uracoa (Uracoa)